# Gustav VI. Adolf
Gustav VI. Adolf, celým jménem Oscar Fredrik Wilhelm Olaf Gustav VI. Adolf (11. listopadu 1882, Stockholm – 15. září 1973, Helsingborg) byl doposud věkově nejstarší švédský král (na trůn nastoupil v 67 letech) a archeolog. Založil Švédský archeologický institut v Římě či v řeckých Athénách.

## Život
Gustavovy osobní kvality mu zajistily popularitu mezi Švédy, která napomohla tomu, aby se veřejné mínění obrátilo k zachování konstituční monarchie. Gustav měl mnoho odborných zájmů a svým záběrem, stejně jako neformálním a skromným vystupováním, si získal respekt. Záměrně se vyvarovával okázalosti. Ústavní reforma, dokončená v roce 1975, ovšem znovu oslabila moc panovníka ve prospěch volené vlády.

### Rodina a potomstvo
Gustavovou první manželkou se stala princezna Margareta z Connaughtu, vnučka britské královny Viktorie. Setkali se v Káhiře, kde byl princ na studijní cestě k hrobkám faraónů. Její rodiče (Artur, vévoda z Connaughtu a Strathearnu, třetí syn královny Viktorie, a jeho manželka, pruská princezna Luisa Markéta), byli velmi spokojeni, neboť vévoda byl vnukem švédského krále a perspektivním následníkem švédského trůnu.
Po několika měsících zasnoubení se 15. června roku 1905 na hradě Windsor konala svatba a Margareta se stala vévodkyní ze Skåne. Když otec jejího manžela v roce 1907 nastoupil po smrti svého otce Oskara II. na švédský trůn, stal se Gustav jeho následníkem – korunním princem.

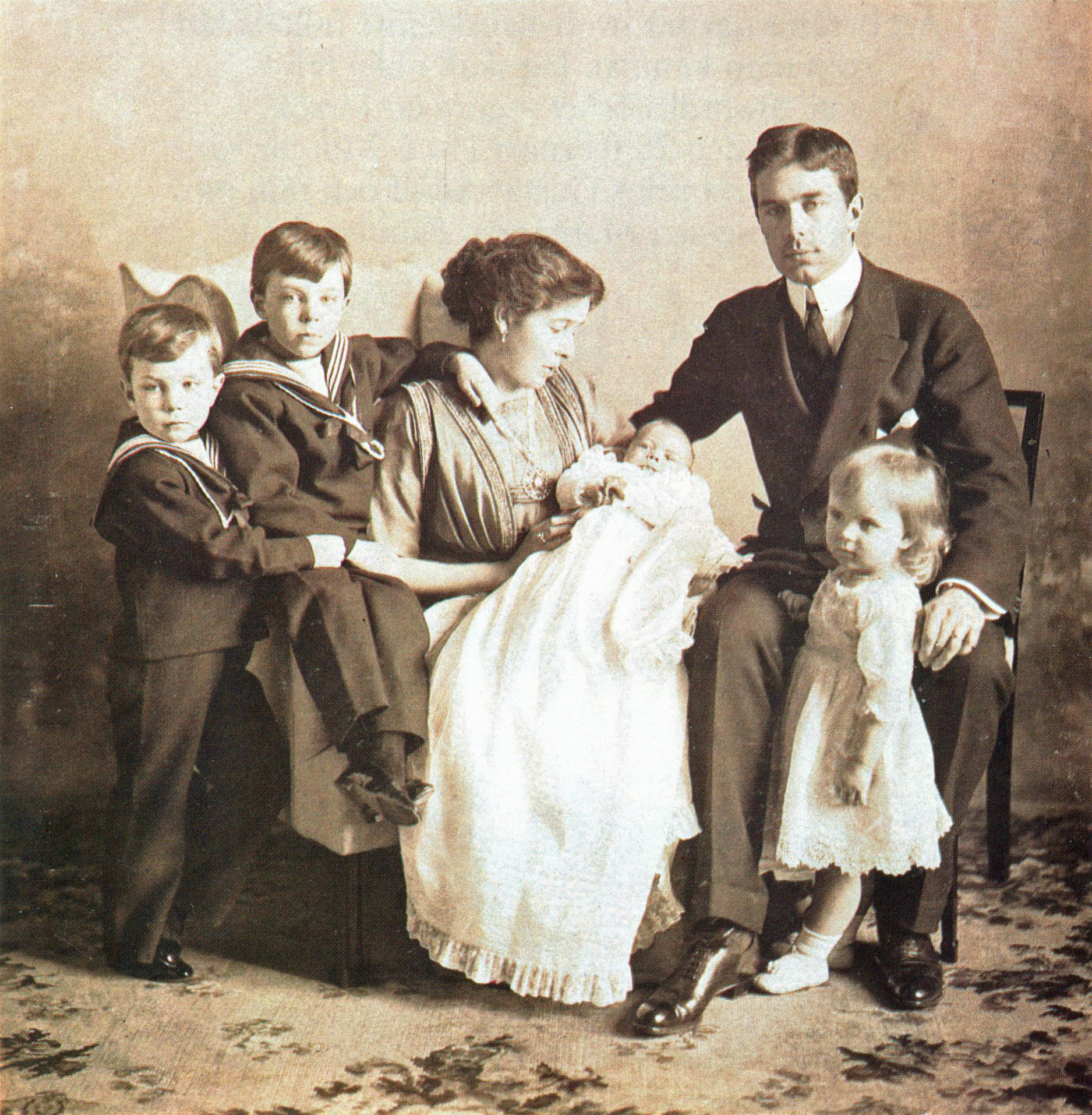
Princezna Margareta s manželem a dětmi.

Jejich manželství je popisováno jako šťastné a rodina se rozrostla o pět rychle po sobě narozených dětí:
- Gustav Adolf (22. dubna 1906 – 26. ledna 1947), vévoda z Västerbottenu, ⚭ 1932 Sibyla Sasko-Kobursko-Gothajská (18. ledna 1908 – 28. listopadu 1972)
- Sigvard (7. června 1907 – 4. února 2002), vévoda z Uplandu, později hrabě z Wisborgu

⚭ 1934 Erica Maria Patzek (1911–2007), rozvod 1943
⚭ 1943 Sonja Christensen Robbert (1909–2004), rozvod 1961
⚭ 1961 Marianne Bernadotte (* 15. července 1924)
- Ingrid (28. března 1910 – 7. listopadu 2000) ⚭ 1935 princ Frederik, dánský král v letech 1947–1972
- Bertil (28. února 1912 – 5. ledna 1997), vévoda Hallandu, ⚭ 1976 Liliana Švédská (30. srpna 1915 – 10. března 2013)
- Karel Jan (31. října 1916 – 5. května 2012), vévoda z Dalarny a hrabě z Wisborgu, ⚭ 1946 Elin Kerstin Margaretha Wijkmark (4. října 1910 – 11. září 1987)

Přes svého nejstaršího syna Gustava Adolfa je Gustav dědem současného švédského krále, přes svou jedinou dceru princeznu Ingrid pak i dědem současné dánské královny Markéty II. a titulární řecké královny Anne-Marie.
Manželství Gustava Adolfa a Margarety trvalo patnáct let – princezna zemřela 1. května 1920. Její smrt byla pro všechny velkou ztrátou, a to tím spíš, že byla právě v osmém měsíci těhotenství a čekala šesté dítě.
Se svou druhou manželkou Louisou Mountbatten, pravnučkou britské královny královny Viktorie se oženil 3. listopadu 1923. Z manželství se 30. května 1925 narodila mrtvá dcera, další děti již pár neměl. Gustav Adolf přežil i tuto svou druhou manželku, zemřela v roce 1965.

### Nástupce
Gustav VI. Adolf zemřel ve věku devadesáti let na zápal plic. Oproti zažité tradici nebyl pohřben v kostele Riddarholmen, ale na královském hřbitově vedle svých dvou manželek.
Následník Gustava VI. Adolfa, jeho nejstarší syn Gustav Adolf, vévoda z Västerbottenu zemřel tragicky při leteckém neštěstí roku 1947. Nástupcem Gustava VI. Adolfa na švédském trůnu se tak po jeho smrti v roce 1973 stal jeho sedmadvacetiletý vnuk, stávající švédský král Karel XVI. Gustav.

## Vývod z předků
|                  |                                 |  |                         |                                          |  |  |  |  |  |  |  | Karel XIV. |
|                  |                                 |  |                         |                                          |  |  |  |  |  |  |  |            |
|                  | Oskar I.                        |  |                         |                                          |  |  |  |  |  |  |  |            |
|                  |                                 |  |                         |                                          |  |  |  |  |  |  |  |            |
|                  |                                 |  |                         | Désirée Clary                            |  |  |  |  |  |  |  |            |
|                  |                                 |  |                         |                                          |  |  |  |  |  |  |  |            |
|                  | Oskar II.                       |  |                         |                                          |  |  |  |  |  |  |  |            |
|                  |                                 |  |                         |                                          |  |  |  |  |  |  |  |            |
|                  |                                 |  |                         | Evžen de Beauharnais                     |  |  |  |  |  |  |  |            |
|                  |                                 |  |                         |                                          |  |  |  |  |  |  |  |            |
|                  | Joséphine de Beauharnais mladší |  |                         |                                          |  |  |  |  |  |  |  |            |
|                  |                                 |  |                         |                                          |  |  |  |  |  |  |  |            |
|                  |                                 |  |                         | Augusta Bavorská                         |  |  |  |  |  |  |  |            |
|                  |                                 |  |                         |                                          |  |  |  |  |  |  |  |            |
|                  | Gustav V.                       |  |                         |                                          |  |  |  |  |  |  |  |            |
|                  |                                 |  |                         |                                          |  |  |  |  |  |  |  |            |
|                  |                                 |  |                         | Fridrich Vilém Nasavsko-Weilburský       |  |  |  |  |  |  |  |            |
|                  |                                 |  |                         |                                          |  |  |  |  |  |  |  |            |
|                  | Vilém Nasavský                  |  |                         |                                          |  |  |  |  |  |  |  |            |
|                  |                                 |  |                         |                                          |  |  |  |  |  |  |  |            |
|                  |                                 |  |                         | Luisa Isabela z Kirchbergu               |  |  |  |  |  |  |  |            |
|                  |                                 |  |                         |                                          |  |  |  |  |  |  |  |            |
|                  | Žofie Nasavská                  |  |                         |                                          |  |  |  |  |  |  |  |            |
|                  |                                 |  |                         |                                          |  |  |  |  |  |  |  |            |
|                  |                                 |  |                         | Pavel Württemberský                      |  |  |  |  |  |  |  |            |
|                  |                                 |  |                         |                                          |  |  |  |  |  |  |  |            |
|                  | Pavlína Württemberská           |  |                         |                                          |  |  |  |  |  |  |  |            |
|                  |                                 |  |                         |                                          |  |  |  |  |  |  |  |            |
|                  |                                 |  |                         | Šarlota Sasko-Hildburghausenská          |  |  |  |  |  |  |  |            |
|                  |                                 |  |                         |                                          |  |  |  |  |  |  |  |            |
| Gustav VI. Adolf |                                 |  |                         |                                          |  |  |  |  |  |  |  |            |
|                  |                                 |  |                         |                                          |  |  |  |  |  |  |  |            |
|                  |                                 |  | Karel Fridrich Bádenský |                                          |  |  |  |  |  |  |  |            |
|                  |                                 |  |                         |                                          |  |  |  |  |  |  |  |            |
|                  | Leopold I. Bádenský             |  |                         |                                          |  |  |  |  |  |  |  |            |
|                  |                                 |  |                         |                                          |  |  |  |  |  |  |  |            |
|                  |                                 |  |                         | Luisa Karolína z Hochbergu               |  |  |  |  |  |  |  |            |
|                  |                                 |  |                         |                                          |  |  |  |  |  |  |  |            |
|                  | Fridrich I. Bádenský            |  |                         |                                          |  |  |  |  |  |  |  |            |
|                  |                                 |  |                         |                                          |  |  |  |  |  |  |  |            |
|                  |                                 |  |                         | Gustav IV. Adolf                         |  |  |  |  |  |  |  |            |
|                  |                                 |  |                         |                                          |  |  |  |  |  |  |  |            |
|                  | Žofie Vilemína Švédská          |  |                         |                                          |  |  |  |  |  |  |  |            |
|                  |                                 |  |                         |                                          |  |  |  |  |  |  |  |            |
|                  |                                 |  |                         | Frederika Dorotea Bádenská               |  |  |  |  |  |  |  |            |
|                  |                                 |  |                         |                                          |  |  |  |  |  |  |  |            |
|                  | Viktorie Bádenská               |  |                         |                                          |  |  |  |  |  |  |  |            |
|                  |                                 |  |                         |                                          |  |  |  |  |  |  |  |            |
|                  |                                 |  |                         | Fridrich Vilém III.                      |  |  |  |  |  |  |  |            |
|                  |                                 |  |                         |                                          |  |  |  |  |  |  |  |            |
|                  | Vilém I. Pruský                 |  |                         |                                          |  |  |  |  |  |  |  |            |
|                  |                                 |  |                         |                                          |  |  |  |  |  |  |  |            |
|                  |                                 |  |                         | Luisa Meklenbursko-Střelická             |  |  |  |  |  |  |  |            |
|                  |                                 |  |                         |                                          |  |  |  |  |  |  |  |            |
|                  | Luisa Pruská                    |  |                         |                                          |  |  |  |  |  |  |  |            |
|                  |                                 |  |                         |                                          |  |  |  |  |  |  |  |            |
|                  |                                 |  |                         | Karel Fridrich Sasko-Výmarsko-Eisenašský |  |  |  |  |  |  |  |            |
|                  |                                 |  |                         |                                          |  |  |  |  |  |  |  |            |
|                  | Augusta Sasko-Výmarská          |  |                         |                                          |  |  |  |  |  |  |  |            |
|                  |                                 |  |                         |                                          |  |  |  |  |  |  |  |            |
|                  |                                 |  |                         | Marie Pavlovna Romanovová                |  |  |  |  |  |  |  |            |
|                  |                                 |  |                         |                                          |  |  |  |  |  |  |  |            |